# Masaki Yoshida
Masaki Yoshida (født 10. april 1984) er en tidligere japansk fodboldspiller.
Han har spillet for flere forskellige klubber i sin karriere, herunder Yokohama FC, Tokyo Verdy og Matsumoto Yamaga FC.